# Cremastus restrictus
Cremastus restrictus là một loài tò vò trong họ Ichneumonidae.